# Nagaru Tanigawa
Nagaru Tanigawa (jap. 谷川 流, Tanigawa Nagaru, * 19. Dezember 1970 in Nishinomiya) ist ein japanischer Buchautor der hauptsächlich durch seine Light-Novel-Reihe Suzumiya Haruhi bekannt wurde und für deren erste Ausgabe den dritten Grand Prize der achten Sneaker Awards erhielt.
Er schloss sein Studium an der Kwansei-Gakuin-Universität ab. Derzeit lebt er in der Präfektur Hyōgo, Kinki. 2009 schrieb er gemeinsam mit Shinobu Yoshioka das Drehbuch zur Original Video Animation Black Rock Shooter.

## Werke
Suzumiya Haruhi
- Suzumiya Haruhi no Yūutsu (涼宮ハルヒの憂鬱, Juni 2003)
- Suzumiya Haruhi no Tameiki (涼宮ハルヒの溜息, September 2003)
- Suzumiya Haruhi no Taikutsu (涼宮ハルヒの退屈, Dezember 2003)
- Suzumiya Haruhi no Shōshitsu (涼宮ハルヒの消失, Juli 2004)
- Suzumiya Haruhi no Bōsō  (涼宮ハルヒの暴走, Oktober 2004)
- Suzumiya Haruhi no Dōyō (涼宮ハルヒの動揺, März 2005)
- Suzumiya Haruhi no Inbō (涼宮ハルヒの陰謀, August 2005)
- Suzumiya Haruhi no Fungai (涼宮ハルヒの憤慨, Mai 2006)
- Suzumiya Haruhi no Bunretsu (涼宮ハルヒの分裂, April 2007)
- Suzumiya Haruhi no Kyōgaku (涼宮ハルヒの驚愕, Mai 2011)

Gakkō o Deyō!
- Gakkō o Deyō! – Escape from The School (学校を出よう！–Escape from The School, Juni 2003)
- Gakkō o Deyō! – I-My-Me (学校を出よう!–I‐My‐Me, August 2003)
- Gakkō o Deyō! – The Laughing Bootleg (学校を出よう!–The Laughing Bootleg, Oktober 2003)
- Gakkō o Deyō! – Final Destination (学校を出よう!–Final Destination, März 2004)
- Gakkō o Deyō! – Not Dead or Not Alive (学校を出よう!–Not Dead or Not Alive, September 2004)
- Gakkō o Deyō! – Vampire Syndrome (学校を出よう!–Vampire Syndrome, Oktober 2004)

Dengeki!! Aegis 5
- Dengeki!! Aegis 5 (電撃!! イージス5, November 2004)
- Dengeki!! Aegis 5 Act.II (電撃!! イージス5 Act.II, Oktober 2005)

Zetsubokei Tojirareta Sekai
- Zetsubokei Tojirareta Sekai (絶望系 閉じられた世界, April 2005)

Boku no Sekai o Mamoru Hito
- Boku no Sekai o Mamoru Hito (僕のセカイをまもるヒト, November 2005)
- Boku no Sekai o Mamoru Hito 2 (僕のセカイをまもるヒト 2, Juni 2006)
- Boku no Sekai o Mamoru Hito ex (僕のセカイをまもるヒト ex, November 2006)